# Place de la Porte-de-Saint-Cloud
La place de la Porte-de-Saint-Cloud est une voie située dans le quartier d'Auteuil du 16e arrondissement de Paris.

## Situation et accès
La place de la Porte-de-Saint-Cloud est desservie par la ligne 9 à la station Porte de Saint-Cloud.

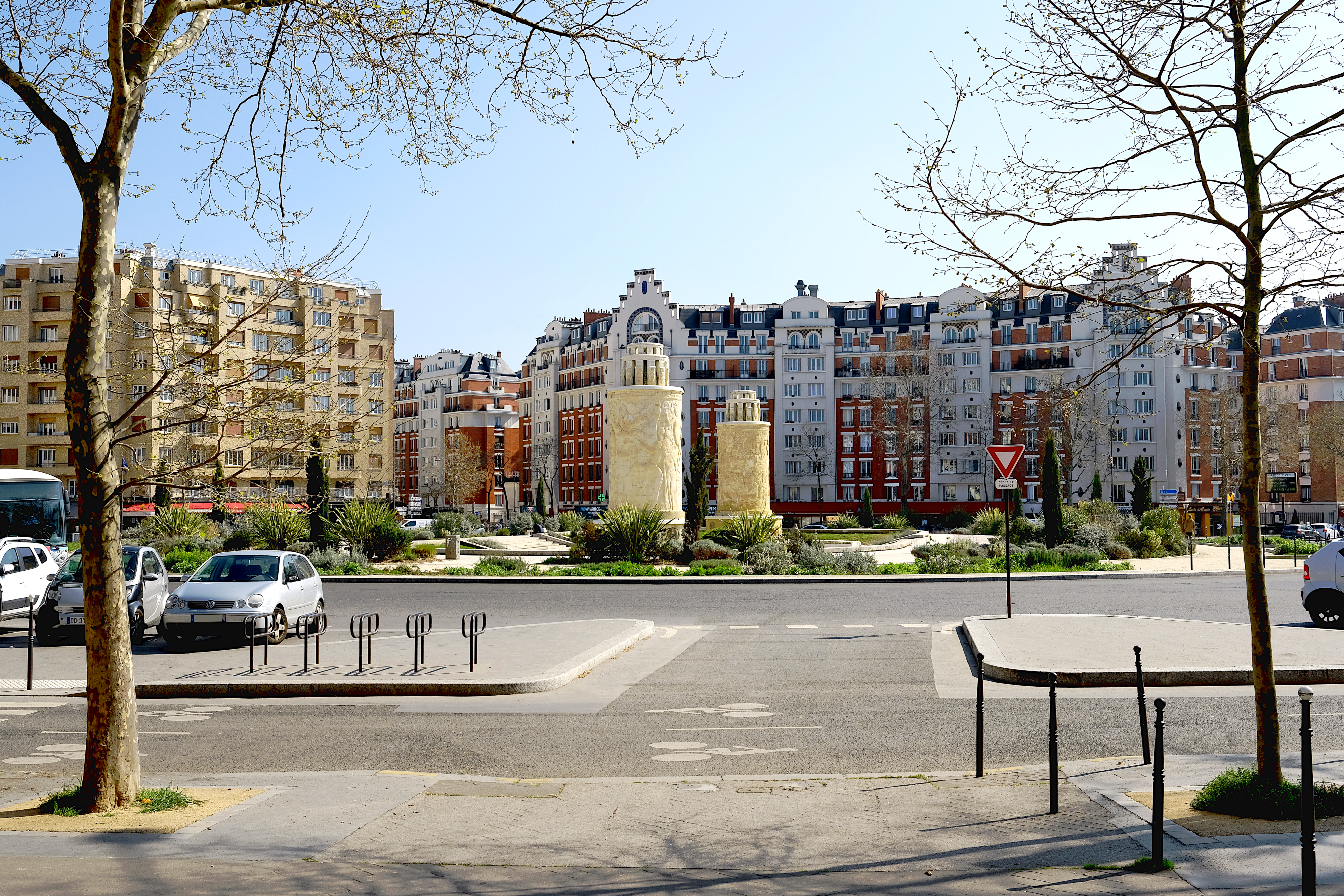
La place vue depuis le parvis de l'église Sainte-Jeanne-de-Chantal.
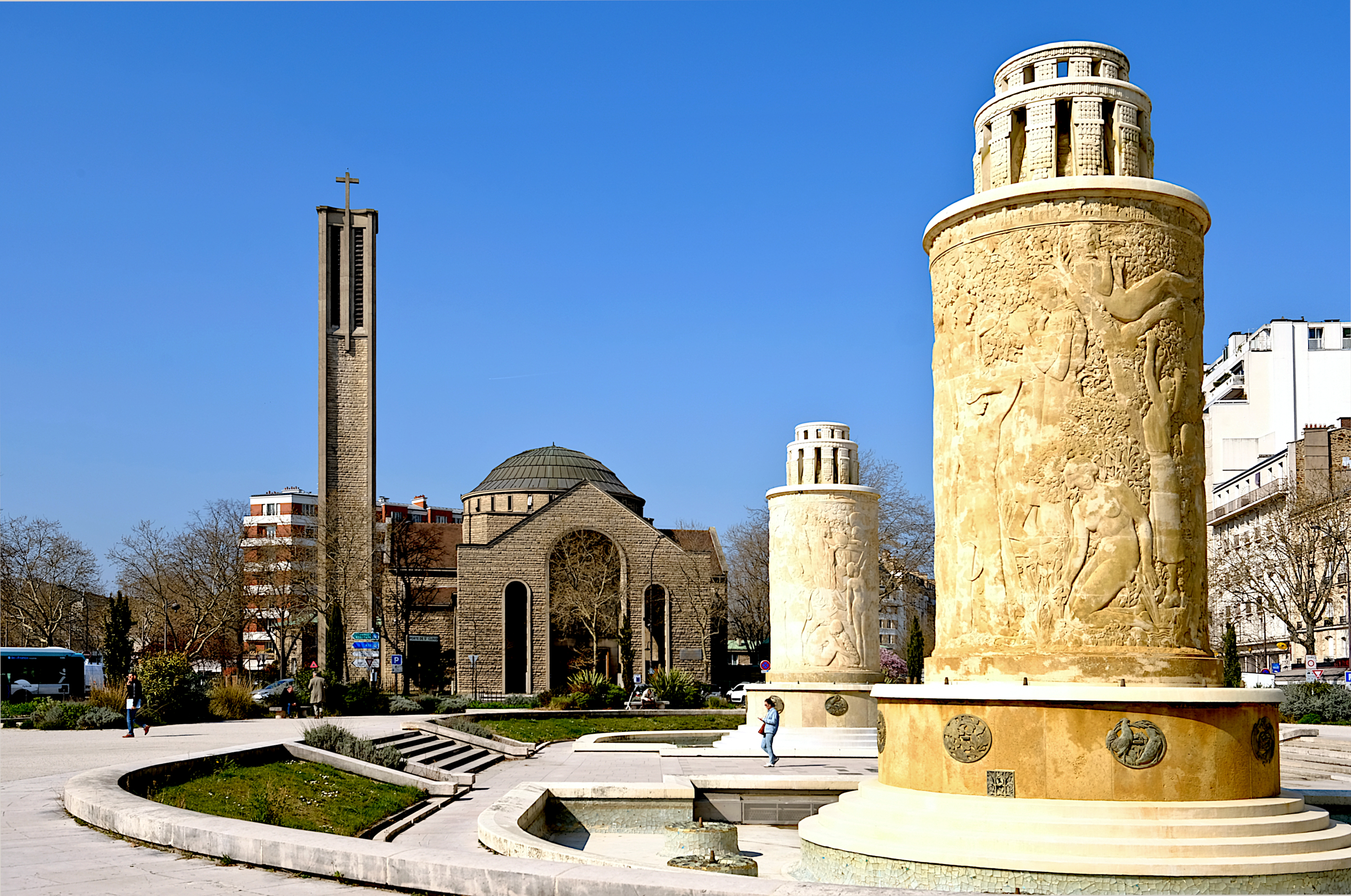
Le terre-plein central de la place.

## Origine du nom
Cette place est située à l'emplacement de l'ancienne porte de Saint-Cloud de l'enceinte de Thiers.

## Historique
La place, créée par la Ville de Paris en 1928 sur l'emplacement des anciens bastions nos 65 et 66, prend sa dénomination actuelle par un arrêté du 4 mars 1929. Elle est classée dans la voirie parisienne par un arrêté du 11 octobre 1932.
Au centre, à l'emplacement de l'ancienne barrière d'octroi, se trouve le jardin du rond-point de la Porte-de-Saint-Cloud, qui accueille depuis 1936 les fontaines de la porte de Saint-Cloud,,.
Du fait de sa période d'aménagement, la place bénéficie également du label « Patrimoine du XXe siècle ».
La place est réaménagée au début des années 2020.

## Bâtiments remarquables et lieux de mémoire
- L'église Sainte-Jeanne-de-Chantal et son jardin.
- Trois des quatre statues monumentales d'animaux qui avaient été installées dans les jardins du palais du Trocadéro durant l'Exposition universelle de 1878 sont installées place de la Porte-de-Saint-Cloud de 1935 à 1985. Il s'agit du Cheval à la Herse de Pierre Louis Rouillard, du Jeune éléphant pris au piège d'Emmanuel Frémiet et du Rhinocéros d'Henri-Alfred Jacquemart. En 1986, elles sont restaurées à la fonderie de Coubertin à Saint-Rémy-les-Chevreuse, avant d'être installées sur le parvis du musée d'Orsay[5],[6],[7],[8].

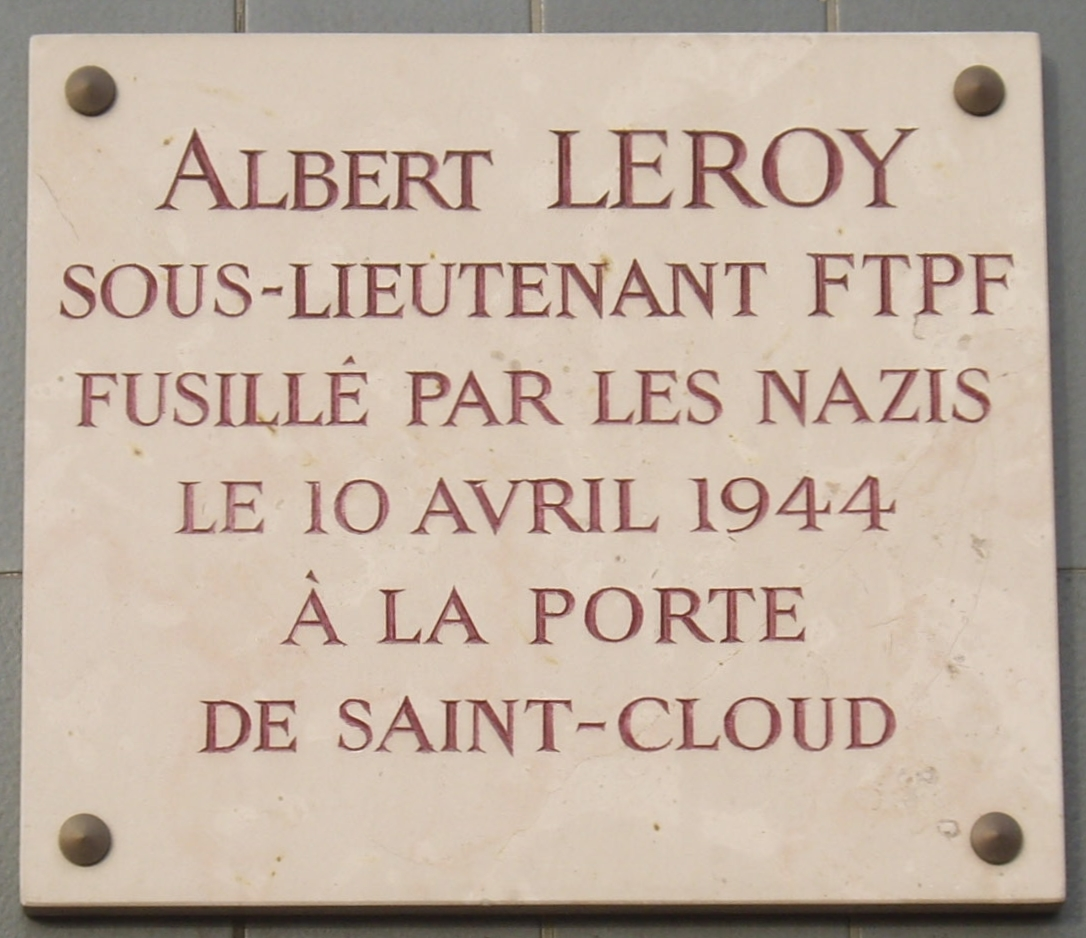
Plaque au no 6.
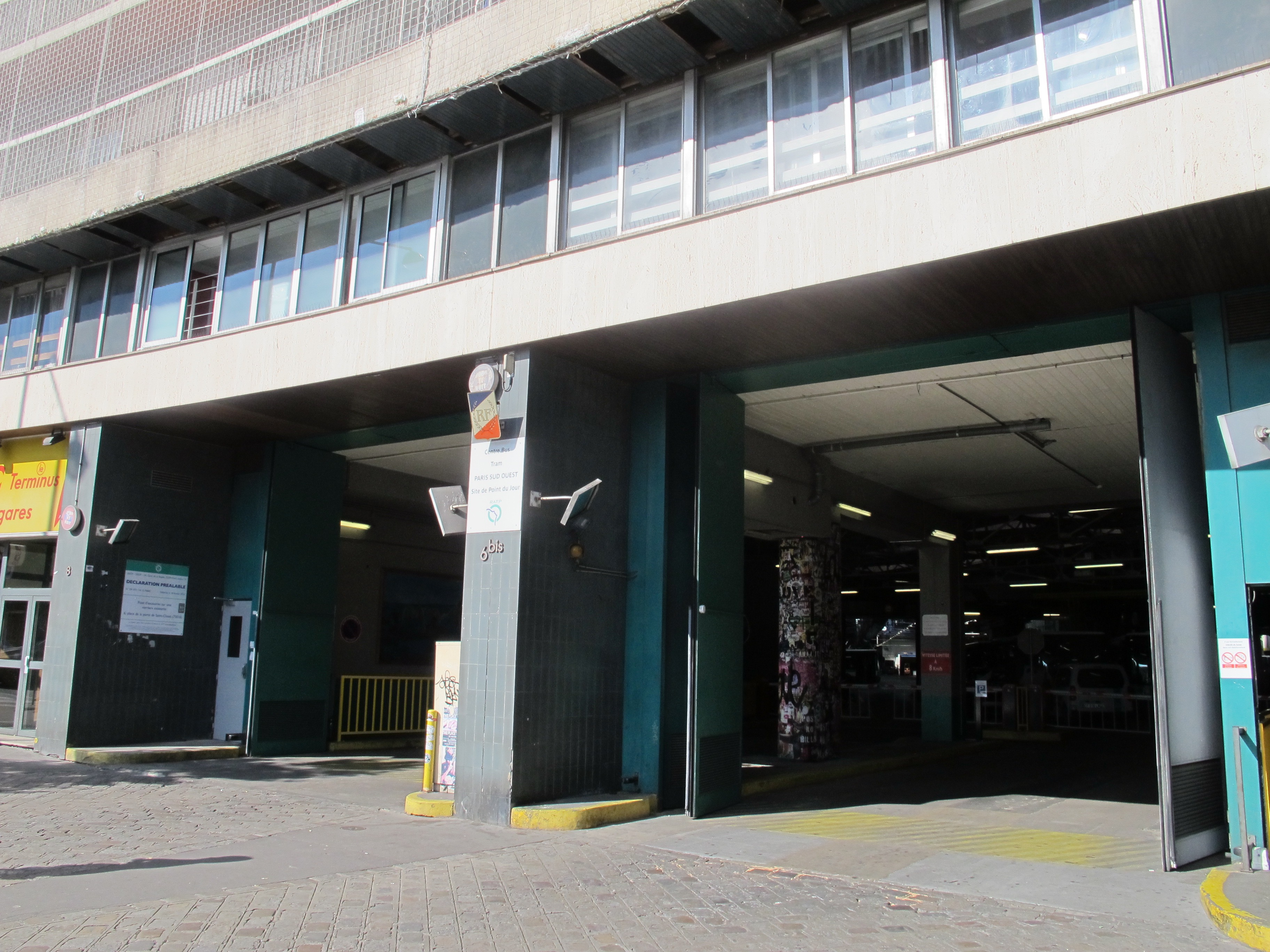
Dépôt de bus au no 6 bis.